# Bernardo Estornés Lasa
Bernardo Estornés Lasa (Isaba, Navarra, 11 de mayo de 1907-San Sebastián, 10 de agosto de 1999) fue un promotor de la cultura vasca y escritor español. 
Fundó y dirigió la Enciclopedia general ilustrada del País Vasco, conocida popularmente como Enciclopedia Auñamendi, cuyos contenidos se han vertido a la enciclopedia digital del País Vasco Auñamendi Eusko Entziklopedia.

## Biografía
Hijo de Bernardo Estornés Anaut y Eleuteria Lasa Anaut. Su infancia transcurrió en el pueblo del valle de Roncal, entre la escuela y la tienda de su madre y tías.
En el año 1922 se traslada a estudiar a Zaragoza, ya que entonces en Navarra no existía Universidad. Allí vivió con su hermano Mariano y una tía en la pensión de una roncalesa. El resto de la familia llegó en 1924 tras vender la tienda de Isaba para comprar otra en la capital zaragozana.
Aprendió euskera y tomó notas de sus características, además de leer a distintos escritores navarros y a rebuscar documentos en archivos. Inició sus estudios historiográficos del Valle del Roncal, escribiendo su primer libro en 1927 Erronkari con gran éxito de ventas. En este año se inscribió como socio de la Sociedad de Estudios Vascos (Eusko Ikaskuntza) que conoció en el Centro Vasco-Navarro de Zaragoza.
Llegó a conocer a Arturo Campión en Pamplona. Sus ideas eran pro fueros asentadas en el refuerzo del hecho navarro impulsado por la Gamazada.
Se licenció en 1929 con el título de Profesor mercantil. En diciembre de ese año fue nombrado Jefe de Oficina de la Sociedad de Estudios Vascos en San Sebastián. En esta ciudad además abrió una Academia de Comercio, introduciendo en la misma el euskera, algo inusual entonces. En la biblioteca de la Sociedad de Estudios Vascos auxiliaba a Julio de Urquijo para preparar los originales de la Revista Internacional de Estudios Vascos, que fundó Urquijo en 1907, y allí entabló amistad con un gran número de personalidades de la cultura vasca.
En septiembre de 1930 en el V Congreso de Estudios Vascos realizado en Vergara, además de participar en los temas culturales, participaría en la decisión de elaborar un anteproyecto de Estatuto de Autonomía Vasco. Afiliado al Partido Nacionalista Vasco participó en las reuniones preparatorias del mismo ya en tiempos de la Segunda República Española.
Preparó un texto para la enseñanza en las escuelas en vasco (ikastolak) de un gran éxito: Sabin euskalduna, que tradujo al euskera Juan Agustín Zumalabe. En 1933 publicó Historia del País Vasco, con ilustraciones y mapa, y posteriormente una versión infantil.
Entre 1933-1934 creó la editora Beñat Idaztiak y la Colección Zabalkundea.
Pero el proyecto más ambicioso de Estornés era la preparación de lo que luego, muchos años después, sería la Enciclopedia general ilustrada del País Vasco. Estornés trazó entre 1935-1936 las líneas maestras de la misma. Para ella contó como colaboradores con una amplia selección del movimiento vasquista del momento: Telesforo Aranzadi, José de Ariztimuño Aitzol, Resurrección María de Azkue, José Miguel de Barandiarán, Aita Donostia, Echegaray, Gárate, Irigaray, Arturo Campión, Jean Lafitte, Manuel de Lekuona, Nicolás Ormaetxea Orixe, Philippe Veyrin, etc.
Cuando se inició la guerra civil española se encontraba con varios hermanos en San Sebastián. Había lucha en las calles y se formó una columna para auxiliar a Vitoria. Mientras, en su localidad natal, Isaba, elementos falangistas lo buscaban a él y a sus hermanos. Visitó al octogenario Arturo Campión, ya ciego, poco antes de ser tomada la ciudad. Campión le manifestó su horror, su condena de la rebelión.
El 8 de septiembre pasó Bernardo en un vaporcito a San Juan de Luz. Una prima bearnesa lo llevó con otros hermanos huidos a su casa de Billére, cerca de Pau. En el invierno de 1937 los tres hermanos, Alfonso, Mariano y Bernardo, fueron confinados en Lille al Norte de Francia. Allí utilizó su excelente biblioteca universitaria.
En 1938, ante la situación de la guerra en España y la prebélica de Europa, decidió con sus hermanos partir hacia América. Se casó en Pau el 8 de noviembre de 1939 con Ignacia Zubizarreta que había conseguido salir de Guipúzcoa. Embarcaron en Marsella rumbo a Chile en diciembre, llegando a Santiago el 4 de enero de 1940. En Chile recibieron ayuda gracias al apoyo a la República del Presidente Pedro Aguirre Cerda, oriundo vasco.
En noviembre nació su primera hija. En 1941 comienza a publicar Estornés la revista Batasuna, para los vascos de Chile, posteriormente sustituida en 1943 por una más política, Euzkadi, en la que también colabora.
En 1946 organiza una industria de reciclaje de cristal que será la fundamental fuente de ingresos de la familia mientras estuvo en el exilio.
Promueve la editorial Ekin de exiliados vascos en Argentina y publica en ella su Estética vasca (1952).
En 1958, la familia Estornés-Zubizarreta, con Mariano Estornés, embarca con destino a Europa y se instala en San Sebastián donde reanuda la relación con los amigos que quedan. Le envían su biblioteca desde Chile. Recuperó material importante de la editorial anterior a la guerra, que habían guardado sus amigos, familiares y el propio portero del inmueble. En ese mismo año comienza a publicar la Colección Auñamendi, y bajo la cobertura de Itxaropena hasta 1962. El primer número fue Oro del Ezka de su hermano Mariano. Sus publicaciones tienen que sortear la censura franquista que se basan en la orden del ministerio de Gobernación del 15 de julio de 1939.
En 1966, la Academia de la Lengua Vasca (Euskaltzaindia) nombra a Estornés académico, al igual que hace el Instituto Americano de Estudios Vascos de Buenos Aires. En estos años va siendo preparada la Enciclopedia general ilustrada del País Vasco (conocida como Enciclopedia Auñamendi), planteada en tres cuerpos: «Diccionario Enciclopédico Vasco», «Enciclopedia Sistemática» y «Bibliografía General Vasca».
En 1992 es distinguido con el galardón Manuel Lekuona.